# 大衛·波爾文
大衛·波爾文（英語：David Borwein，1924年3月24日—2021年9月3日）是一名立陶宛裔加拿大數學家，以研究數列和積分的可求和性理論而知名。他也從事過測度理論和機率論、數論以及近似次導數和coderivatives方面的工作。後來，他與兒子喬納森·波爾文和小B·A·馬雷斯（B.A. Mares Jr.）合作研究單變量和多變量sinc積分的性質。

## 生平
波爾文於1924年3月24日出生於立陶宛的一個阿什肯納茲猶太家庭。他曾在蘇格蘭聖安德魯斯居住和工作，後來搬到安大略省倫敦，最後成為西安大略大學數學系主任。他也曾擔任加拿大數學學會（CMS）主席。加拿大數學學會頒發的大衛·波爾文傑出事業獎就是以他的名字命名的。他在可求和理論、經典分析、不等式、矩陣變換等方面的研究十分活躍，並且是西安大略大學數學系的名譽教授。
他結婚60多年的妻子貝西·波爾文（Bessie Borwein）是一位著名的解剖學家，現任西安大略大學解剖學榮譽教授。
2018年，加拿大數學學會將他列入首屆研究員名單。
2021年9月3日，波爾文在睡夢中去世，享年97歲。

## 外部連結
- Curriculum Vitae, University of Western Ontario
- The David Borwein Distinguished Career Award （页面存档备份，存于）
- 大衛·波爾文在數學譜系計畫的資料。